# L'Île fantastique de Daffy Duck
Série
Les Mille et un contes de Bugs Bunny
(1982) SOS Daffy Duck
(1988)
Pour plus de détails, voir Fiche technique et Distribution.
L'Île fantastique de Daffy Duck (Daffy Duck's Fantastic Island) est un  film Looney Tunes de 1983 compilant de courts métrages classiques de Warner Bros. Cartoons (dont beaucoup ont été raccourcis) et des séquences d'animation de transition, organisées par Daffy Duck.

## Fiche technique
- Titre : L'Île fantastique de Daffy Duck
- Titre original : Daffy Duck's Fantastic Island
- Réalisation : Friz Freleng, Chuck Jones et Robert McKimson
- Scénario : John W. Dunn, Dave Detiege, Friz Freleng, Nick Bennion, Warren Foster, Robert McKimson et Tedd Pierce
- Musique : Rob Walsh
- Production : Friz Freleng, Hal Geer et Jean MacCurdy
- Société de production : Warner Bros. Animation
- Pays d'origine : États-Unis
- Langue originale : anglais américain
- Durée : 78 minutes
- Dates de sortie :
  - États-Unis : 5 août 1983 (Cinéma)
  - France : 1er janvier 1988 (VHS)

## Distribution
Version originale
- Mel Blanc
- June Foray
- Arthur Q. Brian

Version française
Société de doublage : PM Productions 
- Emmanuel Jacomy : Daffy Duck, Frankie
- Georges Caudron : Speedy Gonzales, Chester le terrier, Bingo et voix diverses
- Claude Joseph : Sam le pirate, Charlie le coq, Hector le bouledogue, Spike le bouledogue et voix diverses
- Guy Piérauld : Bugs Bunny
- Philippe Peythieu : Sylvestre, Porky Pig, Pépé le putois, le coq beatnik et un serviteur de Sam
- Arlette Thomas : Mémé, la maman souris et des poules
- Guy Montagné : Le génie du puits, Taz, Al, la cigogne, Adolf Ratnick, George P. Dog et voix diverses
- Martine Meiraghe : Miss Prissy, l'épouse de Sylvestre et des poules
- Françoise Dasque : Titi et des poules

## Sorties Vidéo
En France, une VHS est sortie aux alentours du 1er janvier 1988, une autre sortie en 1992. Un DVD est sorti le 4 octobre 2023 à l'occasion des 100 ans de Warner Bros. uniquement dans un coffret regroupant 10 films des Looney Tunes.

## Liste des cartoons inclus dans le film
- Le Feu aux poudres (Captain Hareblower)
- Daffy super héros (Stupor Duck)
- Bobos les papattes (Greedy for Tweety)
- Le Rock du poulailler (Banty Raids)
- Pépé visite le Louvre (Louvre Come Back to Me!)
- À félin, félin et demi (Tree for Two)
- Curtain Razor
- Souris à papa (A Mouse Divided)
- Of Rice and Hen
- La Chasse au mari (Lovelorn Leghorn)
- L'héritage pose un lapin (From Hare to Heir)